# Xã Lincoln, Quận Bedford, Pennsylvania
Xã Lincoln (tiếng Anh: Lincoln Township) là một xã thuộc quận Bedford, tiểu bang Pennsylvania, Hoa Kỳ. Năm 2010, dân số của xã này là 425 người.